# NGC 697
NGC 697 je galaksija u zviježđu Ovan.

## Vanjske poveznice
- SEDS: NGC 0697